# Área metropolitana de Williamsport
El Área Metropolitana de Williamsport y oficialmente como Área Estadística Metropolitana de Williamsport, PA MSA tal como lo define la Oficina de Administración y Presupuesto, es un Área Estadística Metropolitana centrada en la ciudad de Williamsport en el estado estadounidense de Pensilvania. El área metropolitana tenía una población en el Censo de 2010 de 116111 habitantes, convirtiéndola en la 318.º área metropolitana más poblada de los Estados Unidos. El área metropolitana de Williamsport comprende solamente el condado de Lycoming y la ciudad más poblada es Williamsport.

## Composición del área metropolitana

### Ciudades
Williamsport

### Boroughs
Duboistown |
Hughesville |
Jersey Shore |
Montgomery |
Montoursville |
Muncy |
Picture Rocks |
Salladasburg |
South Williamsport 

### Municipios
Anthony |
Armstrong |
Bastress |
Brady |
Brown |
Cascade |
Clinton  |
Cogan House |
Cummings |
Eldred |
Fairfield |
Franklin |
Gamble |
Hepburn |
Jackson |
Jordan |
Lewis |
Limestone |
Loyalsock |
Lycoming |
McHenry |
McIntyre |
McNett |
Mifflin |
Mill Creek |
Moreland |
Muncy Creek |
Muncy |
Nippenose |
Old Lycoming |
Penn |
Piatt |
Pine |
Plunketts Creek |
Porter |
Shrewsbury |
Susquehanna |
Upper Fairfield |
Washington |
Watson |
Wolf |
Woodward 

### Lugares designados por el censo
Faxon |
Garden View

### Áreas no incorporadas
Cedar Run 